# コルテス県
コルテス県（Cortés）は、18あるホンジュラスの県のひとつである。県都はサン・ペドロ・スーラである。ホンジュラス北部に位置し、カリブ海に面している。
コルテス県はホンジュラス経済の中心で、サン・ペドロ・スーラのあるスーラ盆地はこの国の農業・製造業の主要地域である。輸出港としてプエルトコルテスとオモアがある。

## 歴史
コルテス県は、1893年にサンタ・バルバラ県とヨロ県の一部をあわせて創設された。アメリカ合衆国のバナナ・プランテーション企業が19世紀末にこの地域での事業を確立させた。その後、マキラと呼ばれる保税による産業新興地区での製造業も発展した。

## 地勢
- 人口　1,365,497人（2005年）
- 面積　3,954 km²

## 隣接する県
- アトランティダ県
- ヨロ県
- コマヤグア県
- サンタ・バルバラ県
- イサバル県

## 主な市町村
1. サン・ペドロ・スーラ
2. チョローマ
3. ラ・リマ
4. ビジャヌエバ
5. オモーア
6. プエルト・コルテス
7. サンタ・クルス・デ・ジョホーア